# Hrabstwo Laramie
Hrabstwo Laramie (ang. Laramie County) – hrabstwo w stanie Wyoming w Stanach Zjednoczonych. Obszar całkowity hrabstwa obejmuje powierzchnię 2687,63 mil² (6960,93 km²). Według szacunków United States Census Bureau w roku 2012 miało 94 483 mieszkańców. Jego siedzibą administracyjną jest Cheyenne.
Hrabstwo powstało w 1867 roku. Jego nazwa pochodzi od Jacques'a La Ramie – francusko-kanadyjskiego trapera, który został zabity przez Indian niedaleko powstałej później miejscowości Fort Laramie.

## Miasta
- Albin
- Burns
- Cheyenne
- Pine Bluffs

## CDP
- Carpenter
- Fox Farm-College
- Hillsdale
- Ranchettes
- South Greeley